# جوليان ماي
جوليان ماي (بالإنجليزية: Julian May)‏ (10 يوليو 1931، شيكاغو في الولايات المتحدة - 17 أكتوبر 2017، بالفيو في الولايات المتحدة)؛كاتبة للأطفال، كاتِبة وروائية أمريكية.

## روابط خارجية
- جوليان ماي على موقع IMDb (الإنجليزية)
- جوليان ماي على موقع إن إن دي بي (الإنجليزية)